# Louie Bennett
Louisa Elizabeth Bennett (geboren 1870 in Dublin, Vereinigtes Königreich Großbritannien und Irland; gestorben 25. November 1956 in Dublin, Irland), genannt Louie, war eine irische Gewerkschafterin und Suffragette.

## Leben
Louie Bennetts Vater war ein wohlhabender Kunsthändler in Dublin, auch ihre Mutter stammte aus der oberen Mittelklasse, die anglikanische Familie hatte zehn Kinder. Sie besuchte ein Internat in England, das Alexandra College in Dublin und studierte ein paar Semester Gesang an der Universität Bonn. Als junge Frau schrieb sie zwei Bücher.
Mit ihrer Lebenspartnerin, der Gewerkschafterin Helen Chenevix, gründete sie 1911 die „Irish Women's Reform League“, die zum Ziel hatte, das Los der arbeitenden Frauen zu studieren und zu verbessern. Sie schrieb Berichte für die Zeitung The Irish Citizen. Im selben Jahr führten die beiden verschiedene Suffragetten-Initiativen in der „Irish Woman's Suffrage Federation“ (IWSF) zusammen, die sich von der militanten, 1908 gegründeten „Irish Women's Franchise League“ abgrenzten. Bennett war für Gewaltfreiheit, weshalb sie auch die Unterstützung durch den Gewerkschafter James Connolly ablehnte, der Militanz bei der Ablösung Irlands aus dem Vereinigten Königreich nicht ausschloss. Der Verlauf des Streiks und der Aussperrung 1913 hatten großen Einfluss auf ihren politischen Weg.
Bennett war Pazifistin, in der Kriegsfrage verliefen die Fronten quer durch die verschiedenen sozialen und politischen Initiativen. Nach Kriegsausbruch 1914 schlossen die meisten der britischen und irischen Suffragetten einen Burgfrieden mit der Kriegspolitik, die nun die Frauen als Arbeiterinnen und Krankenschwestern hofierte. Bennett wurde 1915 Sekretärin der irischen Sektion in der Union of Democratic Control (UDC), die sich gegen den Militarismus in der britischen Politik wandte. Sie war zusammen mit Frank Sheehy Skeffington in Irland eine der schärfsten Gegnerinnen des Krieges. Im Jahr 1915 sollte sie als eine britische Delegierte in Den Haag am Internationalen Frauenfriedenskongress teilnehmen, allein, die britische Regierung verweigerte ihr die Reisepapiere. Nach Sheehy-Skeffingtons Tod 1916 unterstützte sie dessen Witwe Hannah Francis Sheehy-Skeffington beim weiteren Erscheinen der Zeitung Irish Citizen bis zu deren Einstellung im Jahr 1920.

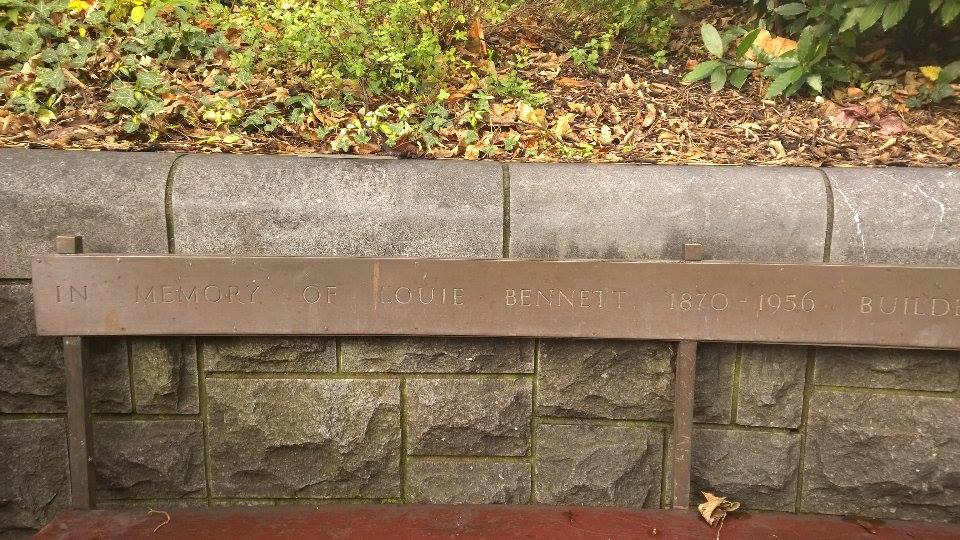
Bank im Dubliner Park St. Stephen’s Green mit der Aufschrift: In Memory of Louie Bennett 1870–1958 (Im Gedenken an Louie Bennett 1870–1958)

Ab 1916 bildete Bennett zusammen mit Helena Molony, Helen Chenevix und Rosie Hackett die Führungsgruppe der Irish Women Workers’ Union (IWWU). Im August 1916 nahm sie zum ersten Mal am Irischen Gewerkschaftskongress teil. 1918 wurde die IWWU von den anderen Gewerkschaften offiziell anerkannt, und sie und Chenevix wurde ehrenamtliche Gewerkschaftssekretärinnen im IWWU. In der Dachgewerkschaft Irish Trades Union Congress (ITUC) gehörte sie von 1922 bis 1931 und von 1944 bis 1950 dem Exekutiv-Komitee an. Im Jahre 1932 wurde mit ihr erstmals eine Frau zur Präsidentin der Jahresversammlung des ITUC gewählt, dies ein zweites Mal im Jahr 1948. Im Jahr 1935 nahm die IWWU unter ihrer Führung an den Massenprotesten gegen den Conditions of Employment Act des Wirtschaftsministers Seán Lemass teil, durch den unter anderem die Frauenarbeit eingeschränkt werden sollte.

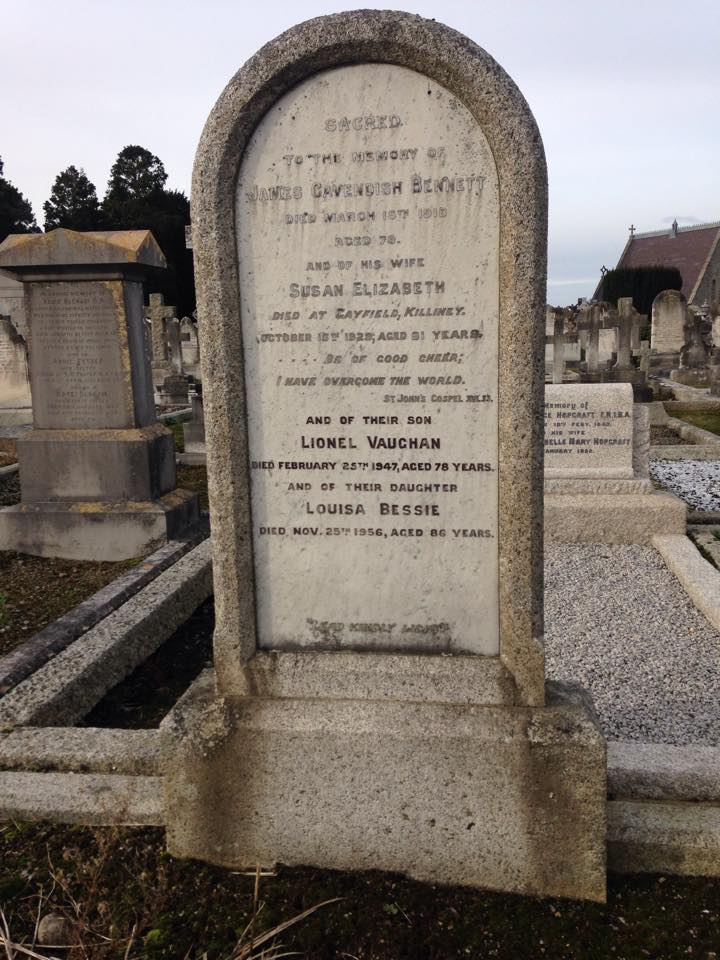
Grabstein der Familie auf dem Deansgrange Cemetery

Im Jahr 1927 wurde sie in das Exekutivkomitee der Irish Labour Party gewählt. 1944 kandidierte sie erfolglos für Labour bei den Parlamentswahlen. 1945 organisierte sie einen 14 Wochen dauernden Streik der Wäschereiarbeiterinnen. Anfang der 1950er Jahre unterstützte sie die Antiatomkraftbewegung.
Nach fast vierzig Jahren Tätigkeit beim IWWU ging sie 1955 in den Ruhestand, sie starb aber bereits im Folgejahr.

## Schriften (Auswahl)
- The Proving of Priscilla. London, 1902
- A Prisoner of His Word : a tale of real happenings. Dublin : Maunsela, 1908